# Chevrolet Bel Air

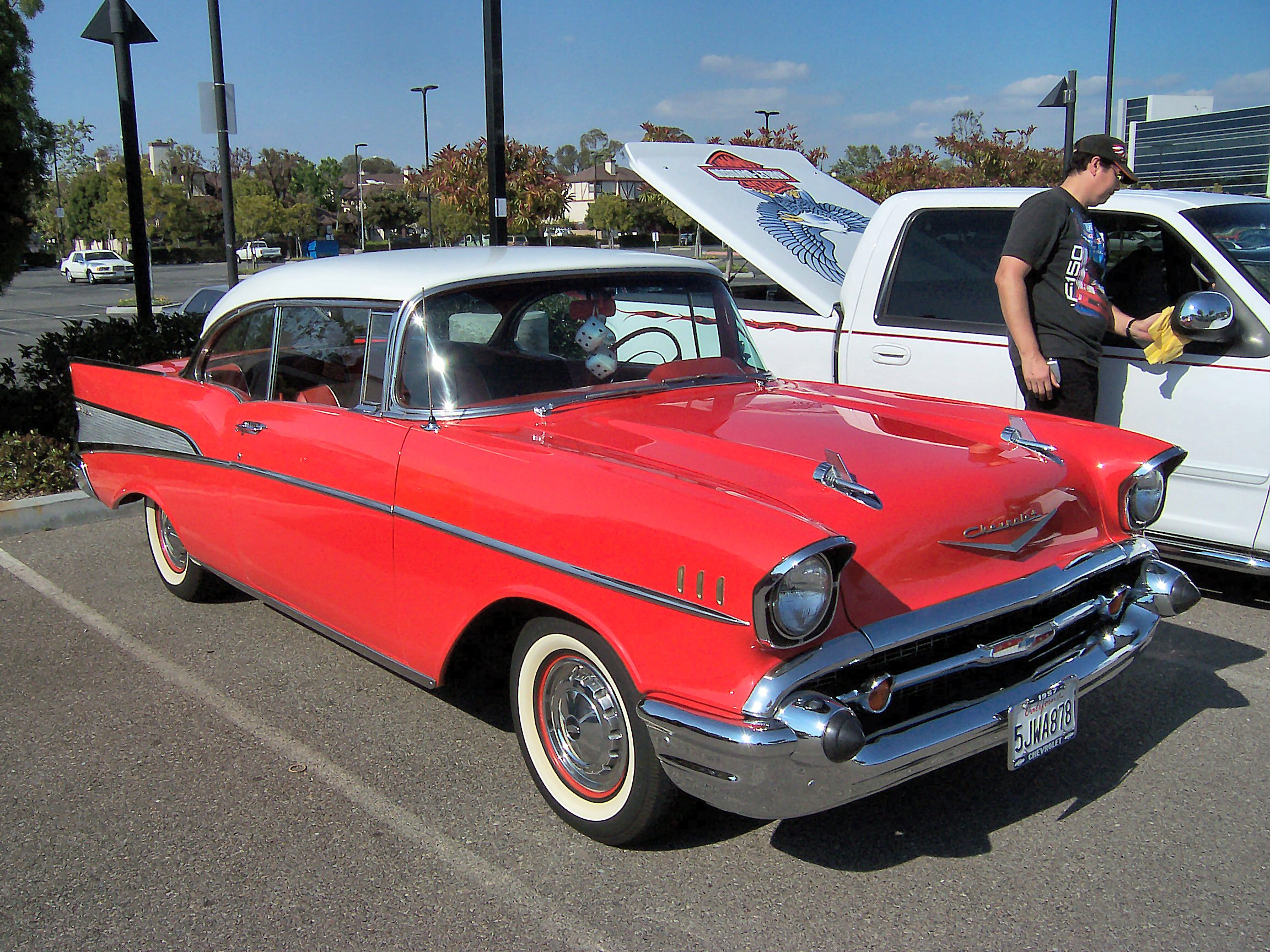
Chevrolet Bel Air de 1957

El Chevrolet Bel Air va ser un automòbil produït en sèrie entre 1953 i 1975 per Chevrolet, una divisió de la General Motors Corporation. De 1950 a 1952, els Chevrolets de luxe eren anomenats Bel Air, tot i que encara no era el nom oficial, utilitzat recentment a partir de 1953.
Aquesta sèrie va continuar produint-se en Canadà amb el model de 1981.